# Moher
Za klife na Irskem glej Moherski klifi.
Moher (ali angora) je dolga, svilnata dlaka angorske koze, poznana po svojem sijaju. Za izdelavo tkanin se meša z rejonom in ovčjo volno. Ima zelo dobre izolirne sposobnosti, iz nje delajo obleke, plašče in puloverje. 
Moher vlakna so sestavljena iz keratina, snovi, ki jo najdemo v dlaki, roževini in koži vseh sesalcev. Čeprav ima luske kot običajna volnena vlakna, pa so te zgolj nakazane in ne polno razvite. Zaradi tega je ni mogoče polstiti. 